# Jakub Jurka
Jakub Jurka (n. 13 iunie 1999, Olomouc, Cehia) este un scrimer ceh, medaliat olimpic. A participat la 2 ediții ale Jocurilor Olimpice (2020, 2024) în care a câștigat o medalie de bronz.